# Theo Neuhuys
Theodorus Johannes Josephus (Theo) Neuhuys (Hilversum, 26 september 1878 - Den Haag, 20 februari 1921) was een Nederlands tekenaar en lithograaf.

## Leven en werk
Neuhuys was leerling van de Rijksnormaalschool in Amsterdam en directeur van Kunstzaal Kleykamp in Den Haag. Neuhuys tekende, lithografeerde en was boekbandontwerper. Hij ontwierp onder meer de banden van De boeken der kleine zielen van Louis Couperus (1901).

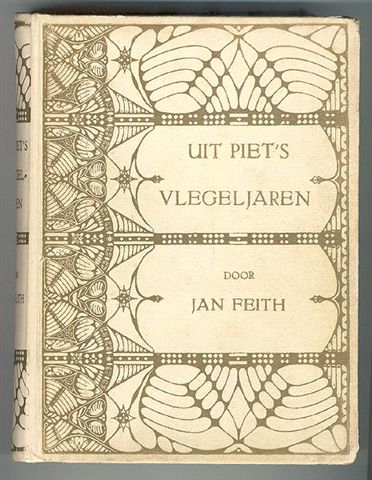
Band van Uit Piet's vlegeljaren door Jan Feith (1906), uitgegeven door Scheltens en Giltay
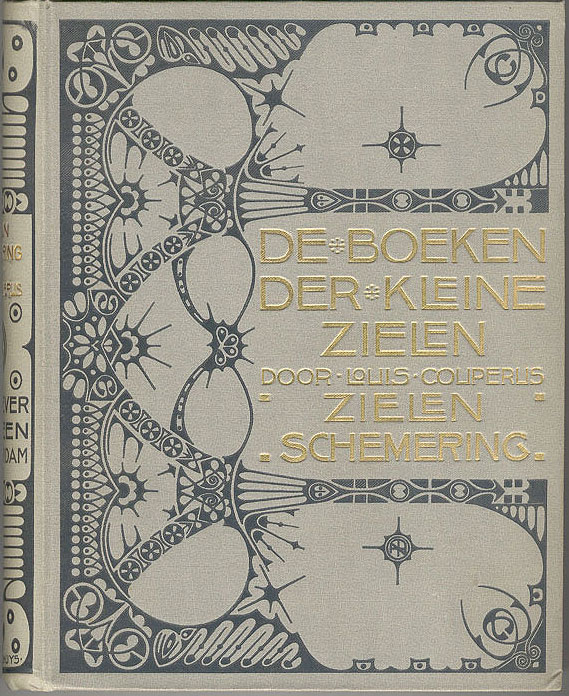
Band van deel 3 van de vierdelige serie De boeken der kleine zielen door Louis Couperus (1901), uitgegeven door L.J. Veen
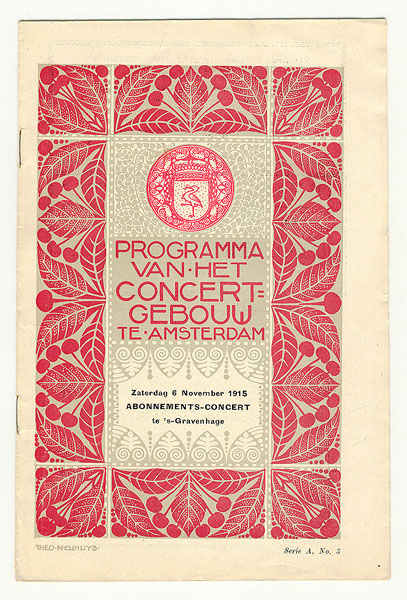
Programmaboekje Concertgebouw (1915)